# Pedicularis xiqingshanensis
Pedicularis xiqingshanensis là loài thực vật có hoa thuộc họ Cỏ chổi. Loài này được H.Y. Feng & J.Z. Sun mô tả khoa học đầu tiên năm 1999.